# Лима, Вандерлей ди
Вандерлей Кордейру ди Лима (порт.-браз. Vanderlei Cordeiro de Lima, род. 11 августа 1969 года) — бразильский марафонец. Бронзовый призёр Олимпийских игр 2004 года в марафоне. Победитель токийского марафона 1996 года с результатом 2:08:38. На Олимпийских играх в Атланте занял 47-е место. На Олимпийском марафоне 2000 года занял 75-е место. Двукратный чемпион Панамериканских игр (1999, 2003).
В Афинах мог стать первым олимпийским чемпионом в марафоне от Бразилии. Ди Лима лидировал с преимуществом около 25 секунд, но на 35-м километре дистанции на него напал бывший ирландский священник Нил Хоран, одержимый идеей близкого конца света. Греческий болельщик Поливиос Коссивас помог бразильцу освободиться от Хорана, но в результате нападения ди Лима потерял около 5-10 секунд и сбился с темпа. Спустя несколько километров ди Лиму обошли итальянец Стефано Бальдини и американец Меб Кефлезигхи. Ди Лима финишировал третьим с результатом 2:12:11. На церемонии закрытия Игр награждён медалью Пьера де Кубертена. Награждён медалью Олимпийского комитета Бразилии в 2004 году.
Зажег огонь Олимпийских игр 2016 года в Рио-де-Жанейро.